# Irja Seurujärvi-Kari

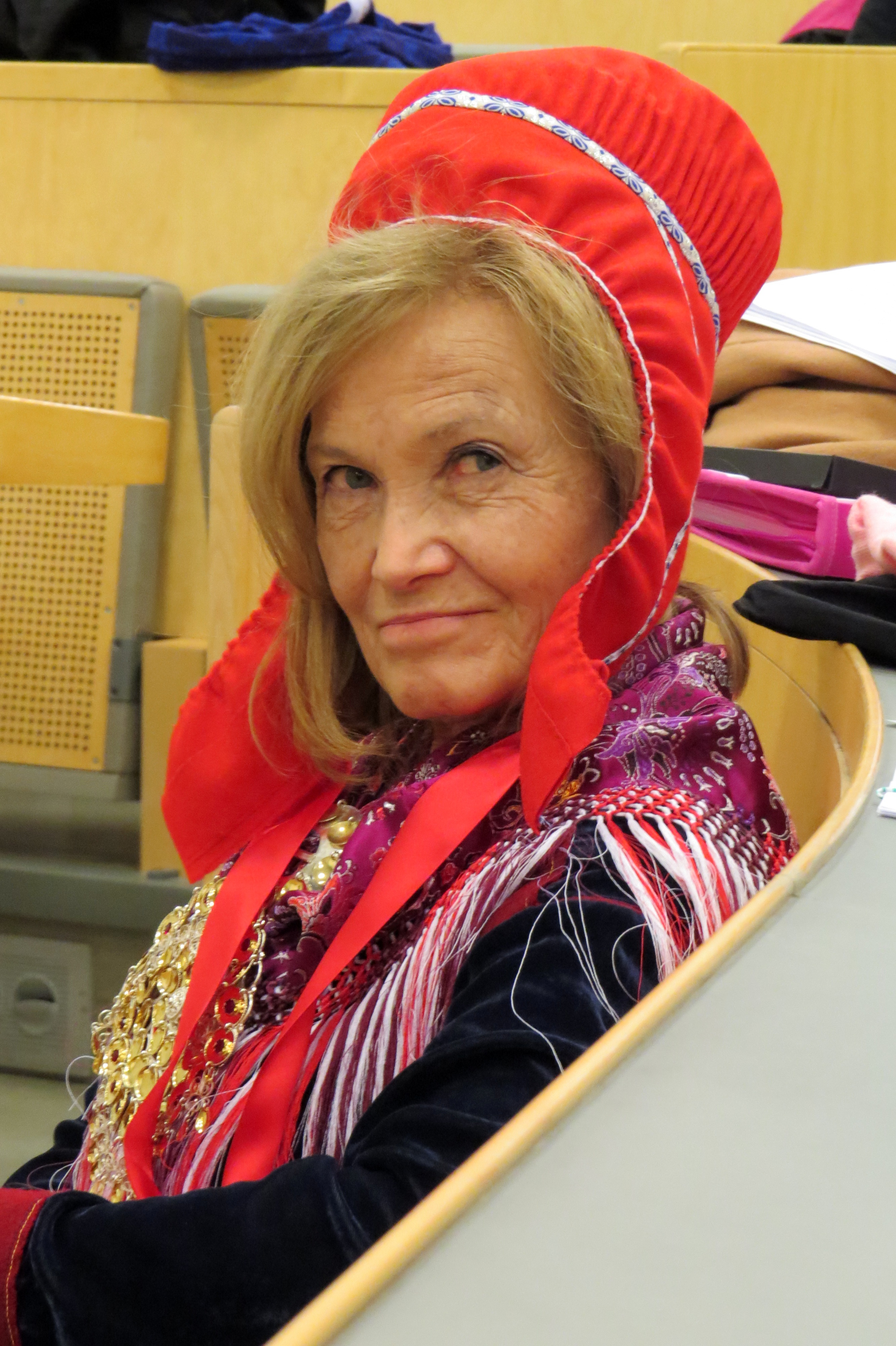
Irja Seurujärvi-Kari em 2019

Irja Seurujärvi-Kari (nascida a 21 de março de 1947, Utsjoki ) é uma política e académica sami finlandesa.

## Formação e carreira académica
Seurujärvi-Kari obteve um mestrado em filologia inglesa pela Universidade de Oulu em 1974 e doutorado em línguas fino-úgricas pela Universidade de Helsínquia em 2012.
Seurujärvi-Kari ocupou vários cargos de pesquisa e ensino (ensino secundário e superior), principalmente como a única professora de língua e cultura Sámi na Universidade de Helsínquia desde 1986. Os seus interesses de pesquisa incluem a língua, cultura e política de identidade Sámi, bem como os direitos e questões mais amplas dos povos indígenas.
Ela preside à sociedade de pesquisa em língua e cultura Sámi, Dutkansearvi.

## Carreira política
Em 2019, Seurujärvi-Kari foi eleita Membro do Parlamento Sámi da Finlândia.
Ela é vice-presidente do Conselho de Língua Sámi do Parlamento.

## Prémios e honras
Em 1998, Seurujärvi-Kari recebeu o título de cavaleiro honorário da Ordem da Rosa Branca da Finlândia.
Ela foi premiada com o Prémio anual do Estado para Informação Pública (Tiedonjulkistamisen valtionpalkinto) pelo Ministério da Educação e Cultura da Finlândia pelo livro de 2005 intitulado O Saami — uma enciclopédia cultural, do qual ela é co-autora.